# Burmargiolestes xinglongensis
Burmargiolestes xinglongensis är en trollsländeart som beskrevs av Wilson och Reels 2001. Burmargiolestes xinglongensis ingår i släktet Burmargiolestes och familjen Megapodagrionidae. Inga underarter finns listade i Catalogue of Life.